# Troy (Vermont)
Troy és una població dels Estats Units a l'estat de Vermont. Segons el cens del 2000 tenia 1.564 habitants.

## Demografia
Segons el cens del 2000, Troy tenia 1.564 habitants, 617 habitatges, i 431 famílies. La densitat de població era de 16,7 habitants per km².
Dels 617 habitatges en un 32,4% hi vivien nens de menys de 18 anys, en un 55,4% hi vivien parelles casades, en un 8,8% dones solteres, i en un 30% no eren unitats familiars. En el 21,4% dels habitatges hi vivien persones soles el 9,9% de les quals corresponia a persones de 65 anys o més que vivien soles. El nombre mitjà de persones vivint en cada habitatge era de 2,53 i el nombre mitjà de persones que vivien en cada família era de 2,94.
Per edats la població es repartia de la següent manera: un 25,8% tenia menys de 18 anys, un 8,6% entre 18 i 24, un 28,1% entre 25 i 44, un 24,9% de 45 a 60 i un 12,7% 65 anys o més.
L'edat mediana era de 37 anys. Per cada 100 dones de 18 o més anys hi havia 98 homes.
La renda mediana per habitatge era de 31.705 $ i la renda mediana per família de 35.104 $. Els homes tenien una renda mediana de 26.576 $ mentre que les dones 19.766 $. La renda per capita de la població era de 13.968 $. Entorn del 4,9% de les famílies i l'11% de la població estaven per davall del llindar de pobresa.